# Silke Peters
Silke Peters (* 1967 in Rostock) ist eine deutsche Autorin, Künstlerin und Herausgeberin.

## Leben und Werk
Silke Peters wuchs in der Nähe von Rostock auf dem Land auf. Die meisten von ihr verfassten Texte bewegen sich an der Grenze des Kontinuums zwischen Prosa und Lyrik. Ihr erster Erzählband „Ich verstehe nichts vom Monsun“ wurde in der Fachöffentlichkeit interessiert aufgenommen und von Kurt Drawert in der FAZ besprochen.
Sie veröffentlichte in zahlreichen Zeitschriften (außer.dem, NDL, Ostragehege und dem Wiecker Boten) und Anthologien, unter anderem „Pommersches Jahrbuch“, Greifswald, 2002, 2005, „Die Schönheit ein deutliches Rauschen“, Ostseegedichte, Leipzig 2010 und Versnetze 3 und 5.
Neben ihrer eigenen künstlerischen Tätigkeit ist Silke Peters auch als Organisatorin und Mitwirkende bei zahlreichen Projekten und als Vermittlerin von Lyrik an Schulen und in Naturschutzprojekten aktiv.
Silke Peters lebt und arbeitet in Stralsund.

## Werke
- Wassernüsse vermisst. Gedichte. Wiecker Bote, Greifswald 2000, ISBN 3-935458-02-9.
- Randlagen des Mai (= Edition Einblattdrucke.). Künstlerbuch Rita John. Offizin Schwarze Kunst, Krakow am See 2004.
- Katalog zum Medeaprojekt, Künstlerbuch, Passentin 2006.
- Parnassia. Gedichte (= Wiecker Bote. Jg. 14, H. 22, 2008, ISSN 1615-2484). Wiecker Bote, Greifswald 2009, online.
- Ich verstehe nichts vom Monsun. Erzählung. freiraum-verlag, Greifswald 2012, ISBN 978-3-943672-06-0.
- Jetzt einen Diasporenvorrat anlegen. Mit Holzschnitten von Barbara Wetzel. Mückenschwein-Verlag, Stralsund 2013, ISBN 978-3-936311-16-7.
- Kirkeeffekt. Luftiges Lehrgedicht. freiraum-verlag, Greifswald 2016, ISBN 978-3-943672-85-5.

## Herausgeberschaft
- 2002–2004 Mitarbeit in der Redaktion „Wiecker Bote“, Greifswald
- seit 2010 Herausgabe Kleine Lyrikreihe beim „Mückenschweinverlag“, Stralsund

## Projekte (Auswahl)
- 2006–2008 Arbeitsgruppe: „Medea Künstlerinnen mit Kindern“[7]
- 2009 Gründung einer Lesebühne in Stralsund: „Textrabatt“[8]
- Mitglied der Künstlergemeinschaft „Zelle Rostock“ bis 2011

## Auszeichnungen
- 2008 Finalistin beim Christine-Lavant-Preis/Wolfsberg/Österreich
- 2009 2. Platz Lyrikpreis Feldkirch/Österreich
- 2011 Arbeitsstipendium der Hansestadt Rostock im Schleswig-Holstein-Haus
- 2012 Arbeitsstipendium im Künstlerhaus Lukas, gefördert durch das Land Mecklenburg-Vorpommern
- 2018 Finalistin beim Lyrikpreis Meran